# Lången (Mangskogs socken, Värmland)
Lången är en sjö i Arvika kommun i Värmland och ingår i Göta älvs huvudavrinningsområde. Sjön har en area på 0,0791 kvadratkilometer och ligger 285,4 meter över havet. Sjön avvattnas av vattendraget Bakälven.

## Delavrinningsområde
Lången ingår i det delavrinningsområde (663262-133639) som SMHI kallar för Utloppet av Norra Baksjön. Medelhöjden är 297 meter över havet och ytan är 12,72 kvadratkilometer. Det finns inga avrinningsområden uppströms utan avrinningsområdet är högsta punkten. Bakälven som avvattnar avrinningsområdet har biflödesordning 5, vilket innebär att vattnet flödar genom totalt 5 vattendrag innan det når havet efter 318 kilometer. Avrinningsområdet består mestadels av skog (81 procent). Avrinningsområdet har 1,56 kvadratkilometer vattenytor vilket ger det en sjöprocent på 12,3 procent.